# Aschner Lipót
Aschner Lipót (Assakürt, 1872. január 27. – Budapest, 1952. január 18.) üzletember, az Egyesült Izzólámpa és Villamossági Rt. felvirágoztatója, a Tungsram névadója, az Újpesti Torna Egylet elnöke és mecénása, „a magyar világítástechnika Mechwartja”.

## Karrierje
Apja, Aschner Ármin (1834–1904) vegyeskereskedő volt, s mivel többre nem futotta, fiával csupán a négy polgárit végeztette el – így az ifjú Aschner kereskedősegéd lett. Budapestre kerülve 1896-ban belépett az Egger Béla és Tsa. Huszár utcai cégéhez, az Egyesült Izzólámpa és Villamossági Rt. elődjéhez. A szorgalmas, több nyelvet beszélő fiatalember kistisztviselőként kezdte, 1904-ben aligazgató, néhány év múlva lámpaértékesítési igazgató, 1918-ban kereskedelmi igazgató, majd 1921-ben a cég első vezérigazgatója lett. Nevéhez fűződik a Tungsram márkanév létrehozása a volfrám angol és a német nevének (tungsten + Wolfram) egyesítéséből, illetve a budapesti és közép-európai Tungsram gyárak létesítése. 1921-ben létrehozta az Egyesült Izzó kutatólaboratóriumát, ahol kitűnő, nemzetközi tekintélyű fiatal tudósokat alkalmazott Pfeifer Ignác műegyetemi professzor vezetése mellett. Bródy Imre, Selényi Pál, Bay Zoltán, Simonyi Károly, Millner Tivadar, Winter Ernő és mások munkássága számos szabadalom és találmány forrása lett.

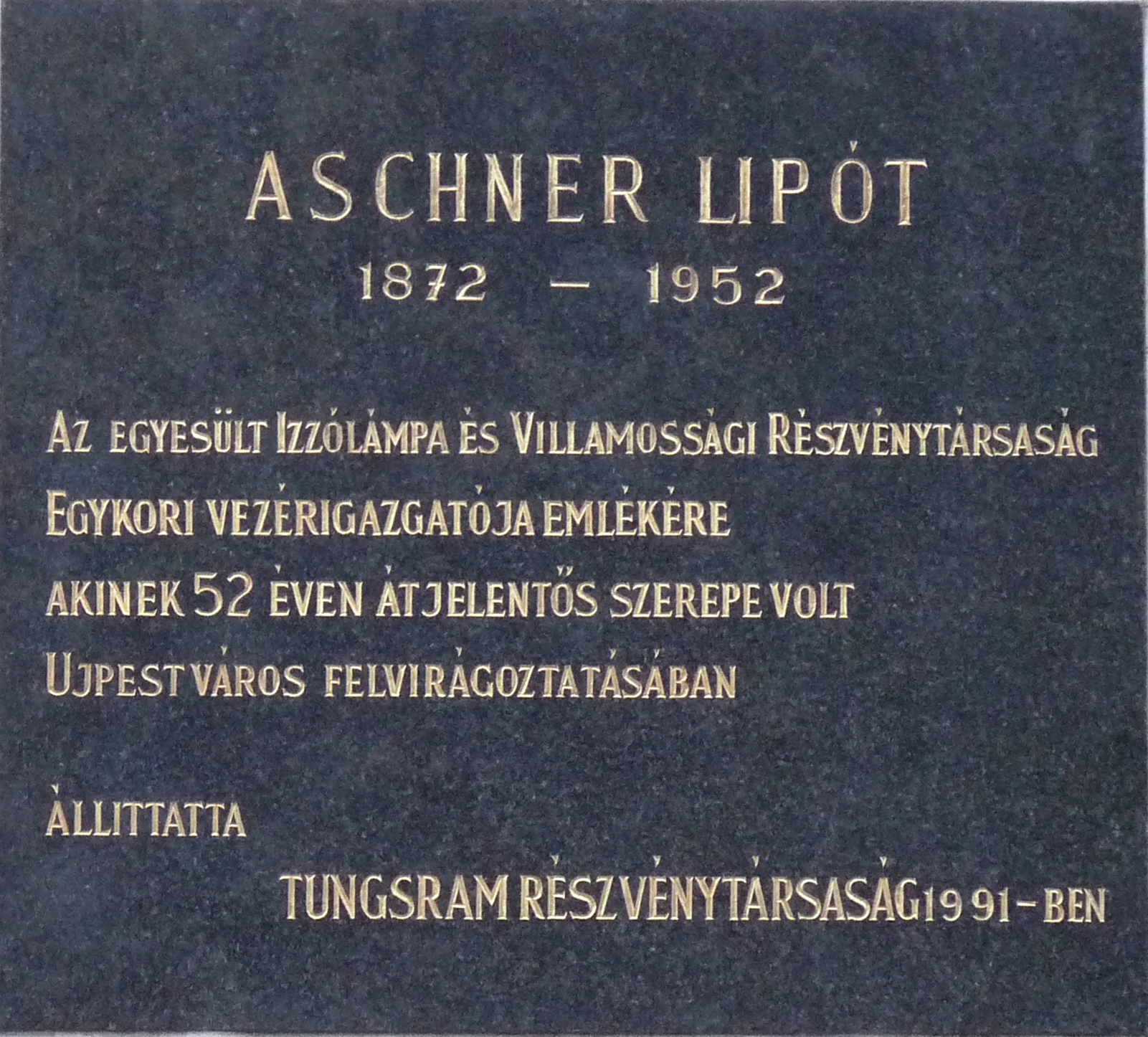
Aschner Lipót emléktáblája a róla elnevezett téren. Budapest, IV. ker. Aschner Lipót tér 1.

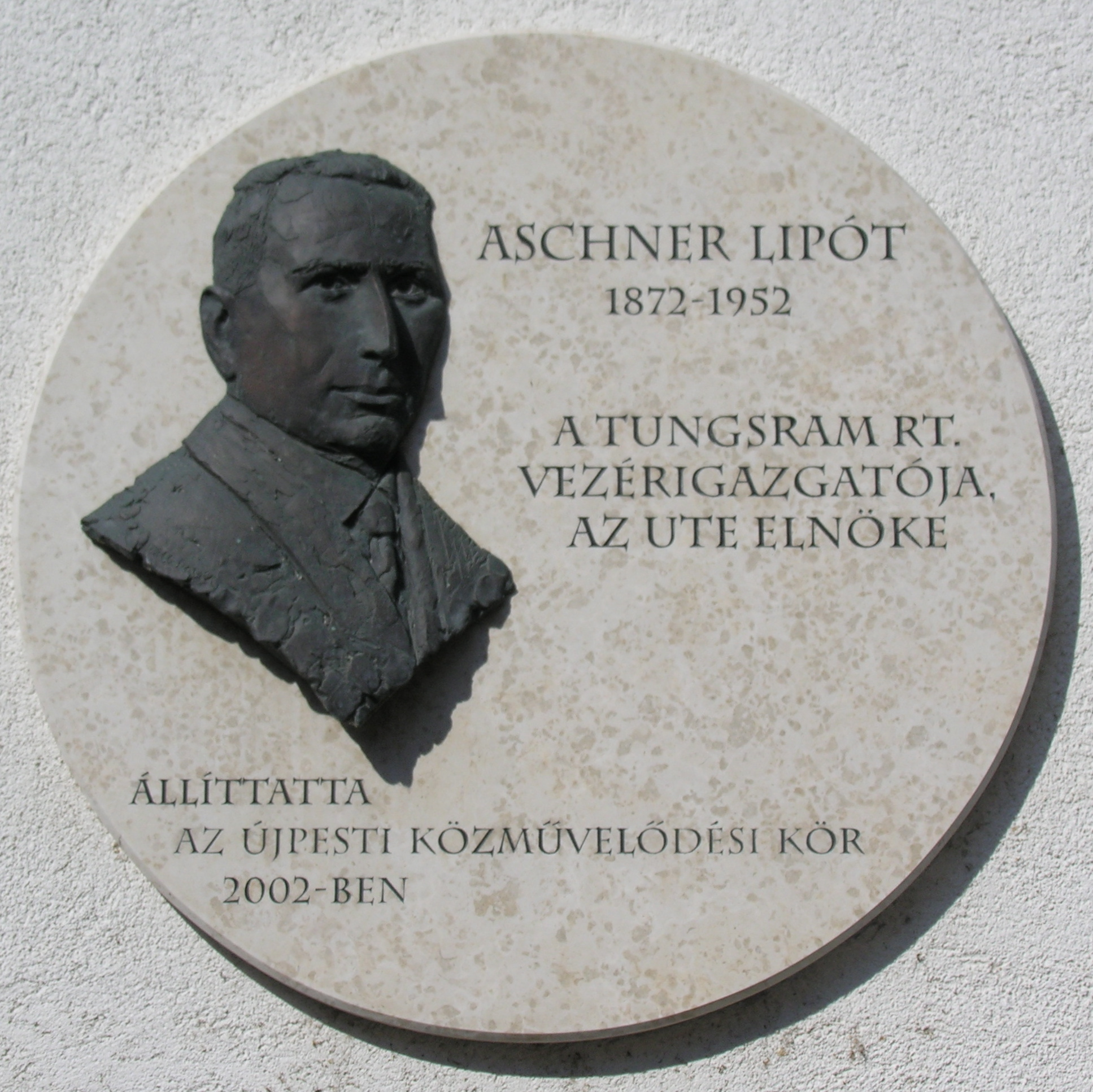
Aschner Lipót emléktáblája

Az általa bevezetett munkamódszereknek köszönhetően a cég modern nemzetközi nagyvállalattá fejlődött. Tungsram néven része lett egy, a világot behálózó kartellnek, amelyhez a legnagyobb, izzólámpát gyártó cégek csatlakoztak: az amerikai General Electric, a hollandiai Philips, a német Osram és a francia Compagnie des Lampes. 1901-ben Újpesten, a Külső Váci úton laboratóriumok egész sorát hozta létre, ezekben fejlesztették ki a korszak legkorszerűbb fémszálas izzólámpáit. A fejlesztés során megjelent az ozmium, tantál, Nernst-lámpa. Mindegyik előrelépést jelentett, de nem voltak tökéletesek. Nagy áttörést a dr. Just Sándor és Hanaman Ferenc (Franjo Hanaman) volfrámszálas izzója hozott. A gyár azonnal megvásárolta a kizárólagos gyártási és értékesítési jogát. Itt valósult meg Bródy Imre óriási jelentőségű találmánya, a kriptontöltésű izzólámpa, a xerox sokszorosító technika, a televízió őse a lokátortechnika, hogy csak a legismertebbeket említsük. Itt kísérleteztette ki Aschner a világszínvonalú rádiócsőgyártást, s itt alapozta meg a későbbi televízióképcső-gyártást is, de a gyár laboratóriumában érte el Bay Zoltán is első rádiólokátoros Hold-visszhang eredményeit.
1936-ban közel 20 millió izzólámpát, valamint 2,5 millió elektroncsövet gyártottak. A Tungsram megvalósította a kutatás és gyártás egységét: az alkatrészelőállítás, a termékfejlesztés, a végtermékgyártás és az értékesítés egy kézben működött. Aschner felismerte, hogy a 20. század fejlődésének egyik alappillére a szakembernevelés, amelyet, ha szükséges, anyagilag is támogatni kell. 1935-ben Hóman Bálint kultuszminiszternek évi 2500 pengőt ajánlott fel erre a célra, ragaszkodva az anonimitáshoz. A magyar királyi József Nádor Műegyetemen egy atomfizikai tanszék felállítására 300 000 pengő összegű alapítványt tett.
Aschner távol tartotta magát a napi politikától, de ízig-vérig közéleti ember volt. Mikor a gyár Újpestre költözött, újpesti lett, és már 1907-ben a városi tanács képviselője lett. Anyagilag is támogatta városát, mert szívügyének tartotta, hogy a gyárral együtt fejlődjön az annak otthont adó település is. Életében a sport volt a hobbi, ezért vállalta el Újpesti Torna Egylet (UTE) elnöki tisztét is.
Erős volt a szociális érzékenysége is. Munkáslakásokat építtetett, uszodát, hétvégi üdülőbázist, kultúrházat. Tagja volt a gyár részvénytöbbségét kezében tartó Pesti Magyar Kereskedelmi Bank felügyelő bizottságának. Igazgatósági tagja több más iparvállalatnak és a Gyáriparosok Országos Szövetségenek (GYOSZ), alelnöke a Vasművek és Gépgyárak Országos Egyesületének. Nemzetközi tekintélyét mutatja, hogy 1931-ben, a világ izzólámpagyárainak 90–95%-át tömörítő, 1924-ben alakult világkartell elnökének választották.
1944. március 19-én a Gestapo Mauthausenbe hurcolta. A Tungsram Rt. tulajdonosai 100 ezer frankos váltságdíjjal kiszabadították. 1945-ben Genfbe került, ahol továbbra is foglalkozott a gyár ügyeivel. Szovjet garanciával 1947 júniusában tért haza. Ezt követően a vállalat ügyvezető igazgatója volt. Egyre súlyosbodó betegsége ellenére szinte minden nap az újpesti gyárban tartózkodott, egészen haláláig, 1952-ig.
Házastársa Czettel Anna (1882–1952) volt, akivel 1901. szeptember 25-én kötött házasságot Budapesten, a Terézvárosban.

## Az UTE elnöke és mecénása
1895-től az Újpesti Torna Egylet titkára, 1925 – 1942 között elnöke volt. Figyelemmel kísérte az UTE mind a tizenhat szakosztályának munkáját. A klub legfőbb mecénása volt, az UTE neki köszönhette csónakházát.

## Nyelvtudása
- Magyar, német, angol, orosz.

## Emlékezete

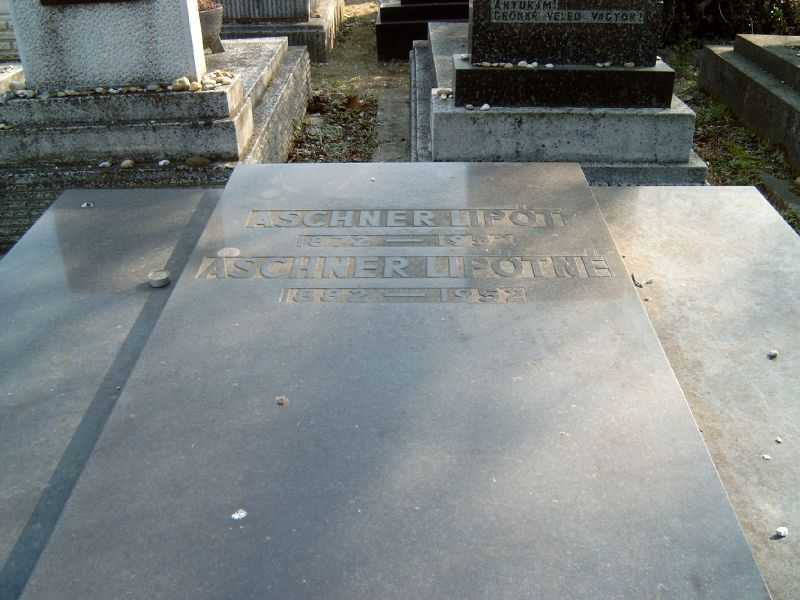
Aschner Lipót sírja Budapesten. Kozma utcai izraelita temető 3C-1-18

- Emlékét őrzi a Gyáriparosok Országos Szövetsége által létrehozott díj
- Az 1989-ben alakult Aschner Lipót Alapítvány
- Az Alapítvány által kiadott Aschner Lipót-díj
- Újpesten teret neveztek el róla
- Emléktábla a Tungsram Rt. irodaházában és az Aschner Lipót téren
- 2002-ben az újpesti stadionban domborművét leplezték le
- 2022. január 27-én, születésének 150. évfordulóján Újpesten, az Aschner Lipót téren felállították mellszobrát[9]